# Sophia vzw
Sophia vzw, het Belgisch Netwerk voor Genderstudies, is een tweetalige netwerkorganisatie die onderzoek en educatie over genderstudies, intersectionaliteit en queer studies stimuleert. Door middel van uiteenlopende activiteiten faciliteert Sophia netwerkvorming tussen de academische wereld, middenveldorganisaties, beleid en de verschillende taalgemeenschappen.
Sophia wordt gesubsidieerd door het Instituut voor de Gelijkheid van Vrouwen en Mannen.

## Oprichting
In 1989 werd Sophia opgericht in navolging van het eerste Europese colloquium gewijd aan Vrouwenstudies georganiseerd door les Cahiers du grif. Een tiental Frans- en Nederlandstalige personen actief binnen vrouwenstudies en de vrouwenbeweging engageren zich voor een gemeenschappelijk doel: de erkenning en promotie van feministisch onderzoek. Onder hen Mieke Van Haegendoren, Renée Van Mechelen, Micheline Scheys, Françoise Collin, Denise Loute, Ada Garcia en Nadine Plateau. Miet Smet, toenmalig staatssecretaris voor Milieu en Maatschappelijke Emancipatie, speelt in deze periode een belangrijke rol in de ontwikkeling van vrouwenstudies.
Sinds de oprichting kenmerkt Sophia zich door de link te leggen tussen de feministische beweging en academisch onderzoek naar genderstudies. In 1991 organiseert Sophia een eerste Summer School, de eerste editie van een lange reeks conferenties en colloquia tot op heden. 
1995 was een sleuteljaar in meerdere opzichten: de organisatie ontvangt een eerste subsidie van het Instituut en vestigt zich in het Amazonegebouw in Sint-Joost-ten-Node. Dankzij deze financiering worden er vanaf dan een Nederlandstalige en Franstalige coördinatrice halftijds tewerkgesteld. 

### Haalbaarheidsstudie masteropleidingen
Vanaf het jaar 2000 pleit Sophia voor de verankering van genderstudies in Belgische universiteiten. Deze inspanningen bereiken hun piek in 2009, wanneer Sophia een haalbaarheidsstudie uitvoert naar de oprichting van een interuniversitaire masteropleiding genderstudies in opdracht van Joëlle Milquet, toenmalig Vice-Eerste minister en minister van Werk en Gelijke kansen. De studie is opgebouwd rond drie principes: het stimuleren van bestaande initiatieven rond genderstudies, het belang van interuniversitaire samenwerkingen en het belang van intercommunautaire samenwerkingen. De resultaten indiceren een reële behoefte aan een duurzame ontwikkeling van genderexpertise in België, wat de oprichting van een masteropleiding zowel wetenschappelijk als maatschappelijk relevant maakt. Deze studie leidt uiteindelijk tot de oprichting van een interuniversitaire masteropleiding in de Vlaamse en Franse Gemeenschap in 2014 en 2017, respectievelijk. 

## Activiteiten
De activiteiten van Sophia omvatten:
- Organiseren van colloquia over de stand van zaken van onderzoek naar genderstudies, intersectionaliteit en queer studies in België.
- Organiseren van thematische evenementen, debatten, lezingen en workshops vanuit een interdisciplinair perspectief op genderstudies.
- Coördineren van verschillende netwerken die contacten stimuleren tussen de academische wereld, het middenveld, beleid en activisme.
- Initiatieven en onderzoek op gebied van genderstudies verspreiden via een maandelijkse nieuwsbrief, rapporten en websiteartikels.

### Publicaties
- (nl) (fr) Sophia, Asbl, 20 jaar Sophia : tussen dromen en verwezenlijkingen / Sophia a vingt ans : entre missions accomplies et rêves à parachever: Publication anniversaire pour les 20 ans d’existence de l’asbl Sophia, le réseau belge d’étude féministes et de genre (2009).
- (fr) Catherine Wallemacq, Lisa Wouters; Stéphanie Loriaux; Petra Meier (2011). Etude de faisabilité relative à la création d’un master interuniversitaire en études de genre en Belgique. De Wrikker.
- Catherine Wallemacq, Lisa Wouters (2011). From Cyborgs to Facebook: technological dreams and feminist critiques. Drukkerij Sint Joris.